# قشة أصفر الخصلات
قشة أصفر الخصلات (الأسم العلمي: Callithrix aurita) أو القشة أصفر خُصلات الأُذن أو القشة أبيض الأُذن، وهو من قرود العالم الجديد التي تعيش في الغابات على ساحل المحيط الأطلسي في جنوب شرق البرازيل.
يعيش قرد القشة ذو خصلات الشعر الصفراء البُنية في الغابات الساحلية من مستوى سطح البحر إلى 500 متر. تعتبر قرود نهاري وشجري، ويعيش كل حياته تقريبًا في الأشجار العالية وتحت الظل. يعيش في مجموعات صغيرة من اثنين إلى ثمانية حيوانات. على عكس معظم حيوانات القشة الأخرى، فإن القشة ذو خصلات الشعر الصفراء البُنية بالكامل يأكل الحشرات على وجه الحصر. ولا يأكل عصارة الأشجار، وهذا هو السبب في أنه يحتوي على خطم صغير جدًا. وبصرف النظر عن الحشرات التي تستهلك قشديات (فصيلة نباتات)، فإن هذا القرد يستهلك أيضًا أنواعًا مختلفة من النباتات المزهرة على غرار الأول، مثل قمبريطية والبقوليات، فضلاً عن الصمغ، وقشديات، والصبار.
الحمل حوالي 170 يومًا، والولادات عادةً ما تكون ذات نسل مزدوج.